# Bulbostylis eleocharoides
Bulbostylis eleocharoides är en halvgräsart som beskrevs av Robert Kral och Mark T. Strong. Bulbostylis eleocharoides ingår i släktet Bulbostylis och familjen halvgräs. Inga underarter finns listade i Catalogue of Life.